# Audacja Małgorzata
Audacja Małgorzata (ur. najp. 1196, zm. 1270) – księżniczka kujawska, żona Henryka I, hrabiego zwierzyńskiego, córka Bolesława Mieszkowica, księcia kujawskiego i Dobrosławy pomorskiej.

## Życiorys
W starszej literaturze przedmiotu Audację zaliczano do dynastii sławieńskiej. Wielokrotnie występuje w dokumentach zwierzynieckich od 1217 (bezimiennie) i od 6 maja 1218, kiedy wraz z mężem czyniła nadanie (imiennie, jako Audacia).
Żoną Henryka I została około 1208. Po jego śmierci w 1228 sprawowała przez kilka lat konsens nad dwojgiem nieletnich synów – Guncelinem i Helmoldem. O jej życiu niewiele wiadomo, poza nadaniami dla klasztorów dóbr nieruchomych. Dożyła sędziwego wieku. Jej prawdopodobna córka Ermengarda w 1270 poczyniła nadania dla brunszwickiego klasztoru, w którym nawiązywała do zbawienia duszy obojga rodziców. Według genealoga E. Rymara była to data śmierci hrabiny.

## Rodzina
Audacja Małgorzata (Eudoksja) była żoną Henryka I, hrabiego zwierzyńskiego. Oboje małżonkowie doczekali się siedmioro dzieci: Guncelina, Helmolda, Matyldy, prawdopodobnie Ermengardy – drugiej żony Świętopełka II Wielkiego i 3 NN, córek.

### Genealogia
| Mieszko III Stary ur. w okr. 1122–1125 zm. 13 lub 14 III 1202 | Mieszko III Stary ur. w okr. 1122–1125 zm. 13 lub 14 III 1202 |                                             |                                             | Eudoksja ur. ok. 1140 zm. po 1181 | Eudoksja ur. ok. 1140 zm. po 1181 |  |  | Bogusław I ur. najp. 1127 zm. 18 III 1187 | Bogusław I ur. najp. 1127 zm. 18 III 1187 |                                                     |                                                     | Walpurga ur. ? zm. p. IV 1177 | Walpurga ur. ? zm. p. IV 1177 |
|                                                               |                                                               |                                             |                                             |                                   |                                   |  |  |                                           |                                           |                                                     |                                                     |                               |                               |
|                                                               |                                                               |                                             |                                             |                                   |                                   |  |  |                                           |                                           |                                                     |                                                     |                               |                               |
|                                                               |                                                               | Bolesław Mieszkowic ur. 1159 zm. 13 IX 1195 | Bolesław Mieszkowic ur. 1159 zm. 13 IX 1195 |                                   |                                   |  |  |                                           |                                           | Dobrosława pomorska ur. przed 1177 zm. zap. po 1226 | Dobrosława pomorska ur. przed 1177 zm. zap. po 1226 |                               |                               |
|                                                               |                                                               |                                             |                                             |                                   |                                   |  |  |                                           |                                           |                                                     |                                                     |                               |                               |
|                                                               |                                                               |                                             |                                             |                                   |                                   |  |  |                                           |                                           |                                                     |                                                     |                               |                               |
|                                                               |                                                               |                                             |                                             |                                   |                                   |  |  |                                           |                                           |                                                     |                                                     |                               |                               |

|                                     |                                     | Henryk I ur. ok. 1185 zm. 17 II 1228 OO 1208 | Henryk I ur. ok. 1185 zm. 17 II 1228 OO 1208 | Audacja Małgorzata (ur. najp. 1196, zm. 1270) | Audacja Małgorzata (ur. najp. 1196, zm. 1270) |                                      |                                      |                                   |                                   |
|                                     |                                     |                                              |                                              |                                               |                                               |                                      |                                      |                                   |                                   |
|                                     |                                     |                                              |                                              |                                               |                                               |                                      |                                      |                                   |                                   |
|                                     |                                     |                                              |                                              |                                               |                                               |                                      |                                      |                                   |                                   |
| Guncelin ur. w okr. 1213–1215 zm. ? | Guncelin ur. w okr. 1213–1215 zm. ? | Helmold ur. najp. 1216/1217 zm. ?            | Helmold ur. najp. 1216/1217 zm. ?            | Matylda ur. po 1217 zm. ?                     | Matylda ur. po 1217 zm. ?                     | Ermengarda? ur. ok. 1224 zm. po 1270 | Ermengarda? ur. ok. 1224 zm. po 1270 | NN, córka ur. przed IV 1236 zm. ? | NN, córka ur. przed IV 1236 zm. ? |
|                                     |                                     |                                              |                                              |                                               |                                               |                                      |                                      |                                   |                                   |
| NN, córka ur. przed IV 1236 zm. ?   | NN, córka ur. przed IV 1236 zm. ?   | NN, córka ur. przed IV 1236 zm. ?            | NN, córka ur. przed IV 1236 zm. ?            |                                               |                                               |                                      |                                      |                                   |                                   |

### Imię
Hrabina prawdopodobnie imię otrzymała po swej babce, żonie Mieszka Starego. Jest zlatynizowaną formą imienia Eudoksja, które nawiązuje do imienia Dobrosława, z greckiej hybrydy "eu" i "doxa" ("dobra sława"). Jej drugie imię Małgorzata, które początkowo identyfikowano z inną osobą, nadano w Szwerynie, prawdopodobnie podczas zawarcia związku małżeńskiego z Henrykiem I, gdzie bizantyjską formę imienia Eudoksja (Audacja) zmieniono na imię Małgorzata.